# ستريتس أوف ريج 2
لعبة ستريتس أوف ريج 2 (بالإنجليزية:Streets of Rage 2) وتسمى في النسخة اليابانية باري نوكلي 2: شيتو هي نو شينكونكا (باليابانية:ベア・ナックルII 死闘への鎮魂歌) ، هي لعبة فيديو من نمط المصارعة وحرب الشوارع، أنتجت من قبل شركة سيجا سنة 1992 ، وتعمل لعدة أنظمة ألعاب فيديو ومنها : ميجا درايف ، تسمح اللعبة أن تلعب لشخصان .

## تاريخ إصدار اللعبة
صدرت اللعبة في الولايات المتحدة بتاريخ اليوم 20 من ديسمبر سنة 1992 ، ومن ثم صدرت في اليابان بتاريخ 14 يناير 1993 ، ومن ثم الاتحاد الأوروبي شهر يناير 1993.

## قصة اللعبة
عاد قطاع الطرق من المجرمين -حسب تعبير اللعبة- ليعيثوا في المدينة فساداً، فيقوم أبطال اللعبة الأربع، ومنهم يدعى : أكسل، لمطاردة المجرمين ولقاء زعيم العصابات.

## وصلات خارجية
- موقع تقييم الألعاب باللغة الإنجليزية تؤكد تصدر لعبة سترتس أوف ريج 2 بالمرتبة الأولى